# Войкова Лика
Во́йкова Ли́ка (болг. Войкова лъка) — село в Смолянській області Болгарії. Входить до складу общини Рудозем.

## Населення
За даними перепису населення 2011 року у селі проживали 368 осіб.
Національний склад населення села:
| Національність   | Кількість осіб | Відсоток |
| ---------------- | -------------- | -------- |
| болгари          | 254            | 83,0%    |
| турки            | 3              | 1,0%     |
| цигани           | 0              | 0%       |
| інша             | 49             | 16,0%    |
| не визначились   | 0              | 0%       |
| Всього відповіли | 306            |          |

Розподіл населення за віком у 2011 році:
Динаміка населення: